# أوري مكليف
أوري مكليف (بالعبرية: ישראל מאיר אורי מקלב، من مواليد 10 يناير 1957) سياسي إسرائيلي وعضو الكنيست عن حزب الحريديم ديغيل هاتوراه.